# Matthew Lewis (acteur)
Matthew David Lewis (Leeds, 27 juni 1989) is een Brits acteur.

## Biografie
Lewis werd geboren in Leeds in een gezin als jongste van drie kinderen, en groeide op in Horsforth. Hij doorliep de middelbare school aan de St Mary's Menston Catholic Voluntary Academy in Menston. 
Lewis begon in 1996 met acteren in de televisieserie Dalziel and Pascoe, waarna hij nog meerdere rollen speelde in televisieseries en films. Lewis is vooral bekend geworden door de rol als Marcel Lubbermans in de Harry Potter-films. 

## Trivia
- Tijdens het filmen van Harry Potter and the Order of the Phoenix raakte Lewis' trommelvlies beschadigd doordat Helena Bonham Carter per ongeluk haar toverstaf in zijn oor stak.

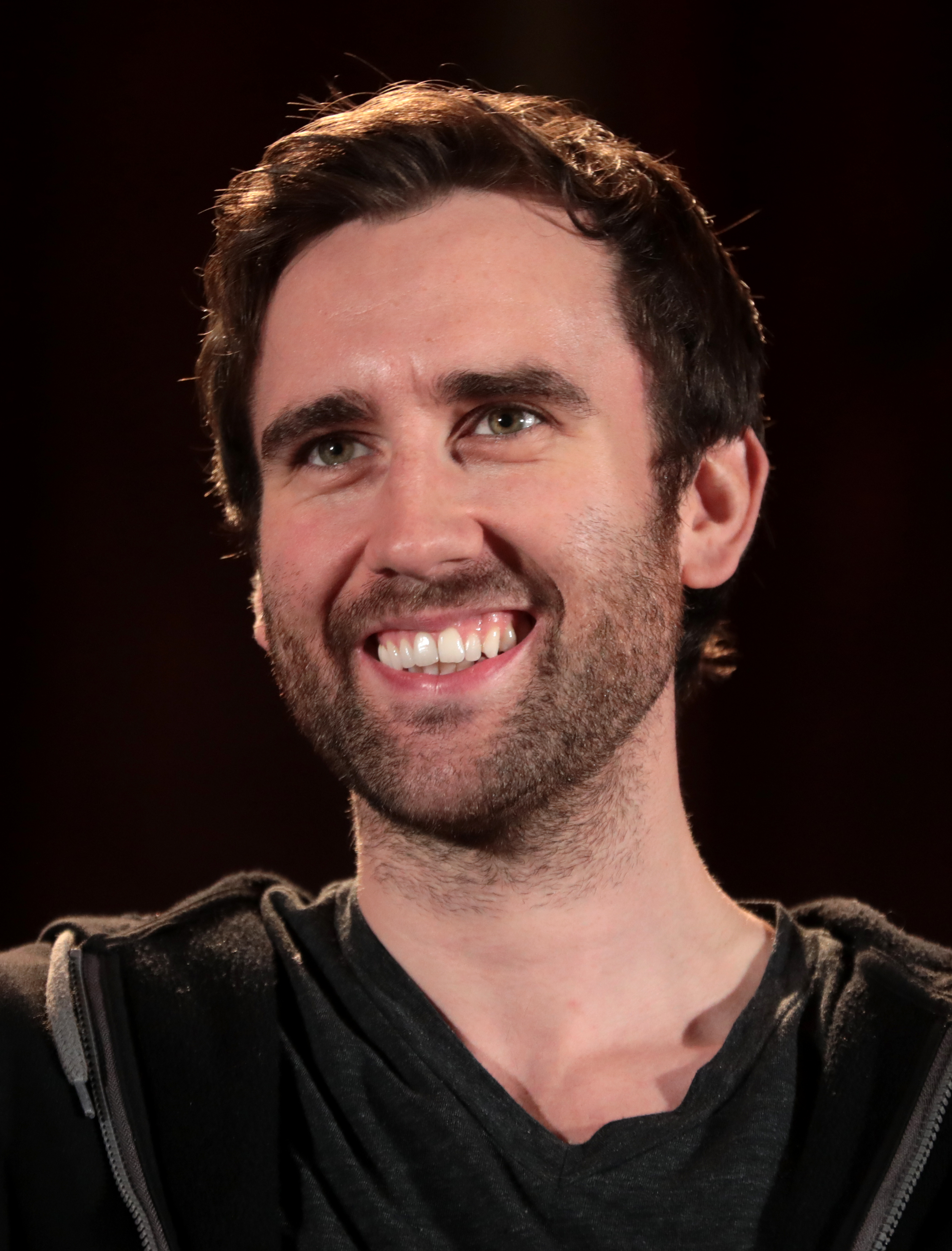
Matthew Lewis in 2019

## Filmografie

### Films
Uitgezonderd korte films.
- 1996 Some Kind of Life - als Jonathan
- 2001 Harry Potter and the Philosopher's Stone - als Marcel Lubbermans
- 2002 Harry Potter and the Chamber of Secrets - als Marcel Lubbermans
- 2004 Harry Potter and the Prisoner of Azkaban - als Marcel Lubbermans
- 2005 Harry Potter and the Goblet of Fire - als Marcel Lubbermans
- 2007 Harry Potter and the Order of the Phoenix - als Marcel Lubbermans
- 2009 Harry Potter and the Half-Blood Prince - als Marcel Lubbermans
- 2010 Harry Potter and the Deathly Hallows part 1 - als Marcel Lubbermans
- 2011 Harry Potter and the Deathly Hallows part 2 - als Marcel Lubbermans
- 2012 The Rise - als Dodd
- 2012 Our Boys - als Mick
- 2013 The Sweet Shop - als de verslaggever

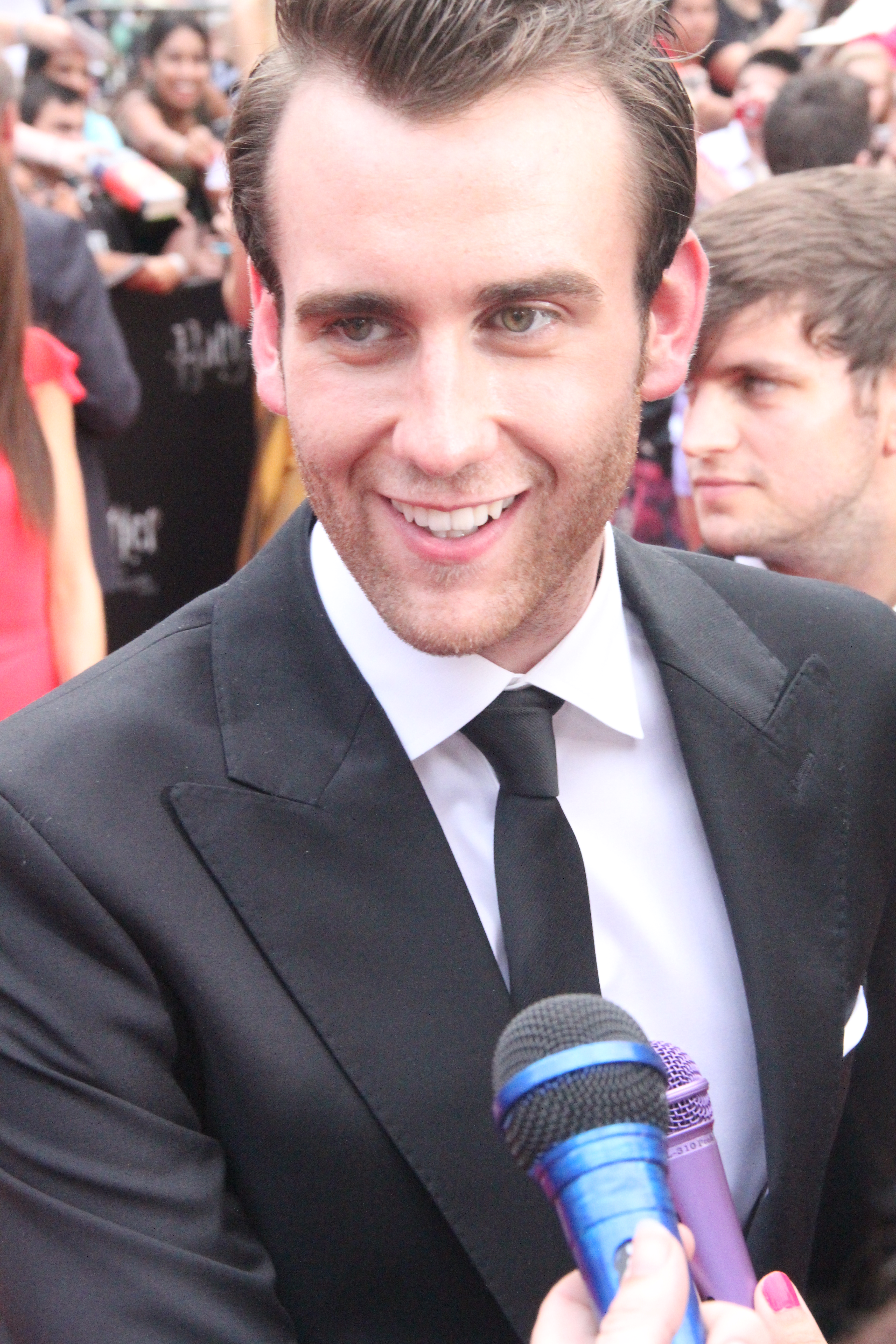
Matthew Lewis in juni 2011

- 2016 Me Before You - als Patrick
- 2018 Terminal - als Lenny
- 2020 Baby Done - als Tim

### Televisieseries
Uitgezonderd eenmalige gastrollen.
- 2000 This Is Personal: The Hunt for the Yorkshire Ripper - als Christopher Oldfield (9 jaar oud) - 4 afl.
- 2012 The Syndicate - als Jamie Bradley - 5 afl.
- 2013-2015 Bluestone 42 - als Tower Block - 13 afl.
- 2016 Happy Valley - als Sean Balmforth - 4 afl.
- 2016 Ripper Street - als Drum Drummond - 12 afl.
- 2018 Girlfriends - als Tom - 5 afl.
- 2018 Nutritiously Nicola - als Matthew Lewis - 2 afl.
- 2020-2021 All Creatures Great and Small - als Hugh Hulton - 7 afl.

- Biblioteca Nacional de España: XX5641566
- Library of Congress Control Number: no2011194095
- Virtual International Authority File: 220953949
- WorldCat: E39PBJvhprxgqR3jFH3WdfV3cP